# Julia Magruder

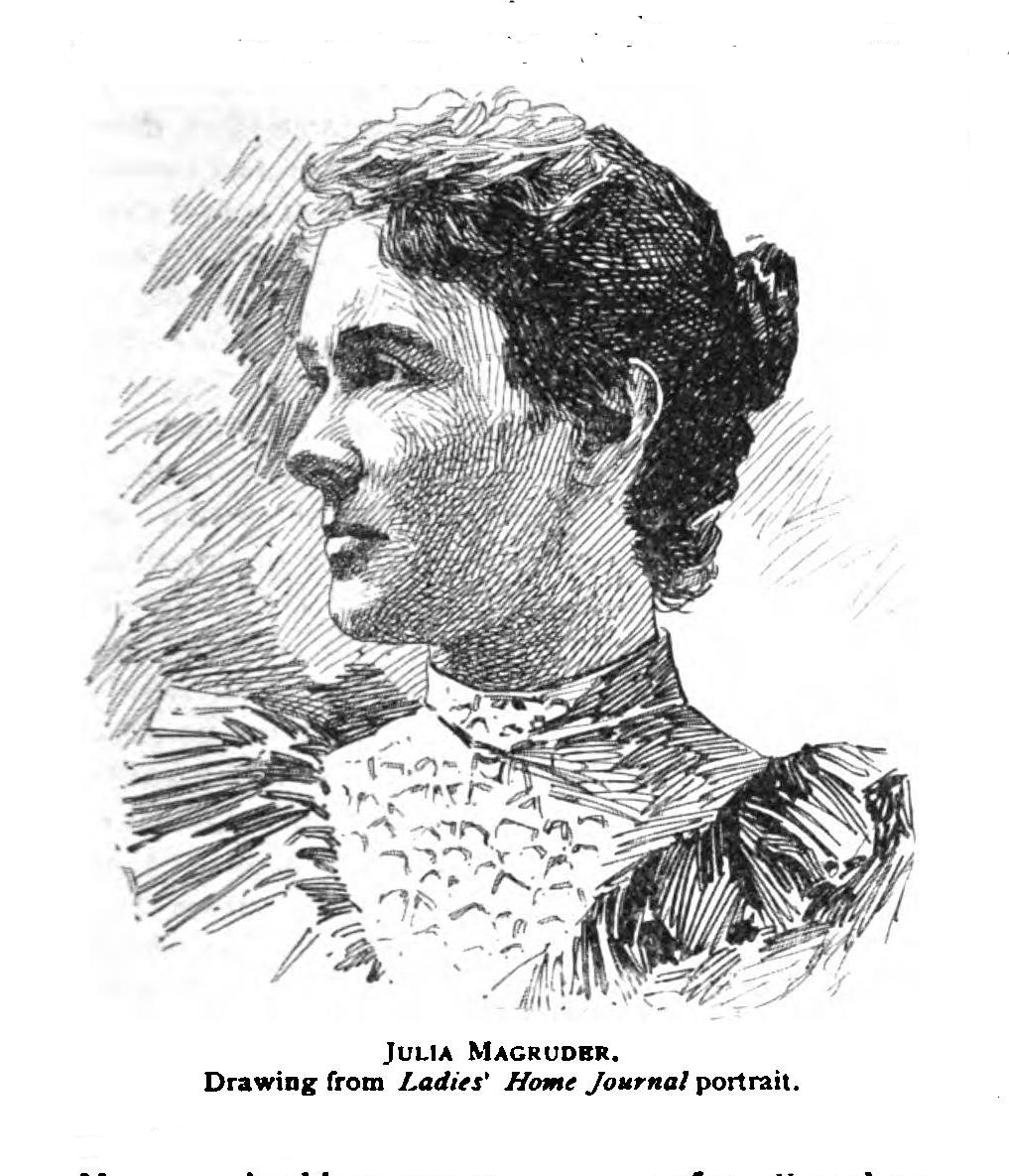
Julia Magruder (1892)

Julia Magruder (* 14. September 1854 in Charlottesville, Virginia; † 9. Juni 1907 in Richmond, Virginia) war eine US-amerikanische Schriftstellerin.

## Leben
Magruder wurde im September 1854 in Virginia als Tochter eines Anwalts geboren, der kurze Zeit später mit seiner Familie nach Washington, D.C. zog, um eine eigene Anwaltskanzlei zu eröffnen. Ihr Onkel war der Militär John Bankhead Magruder. Abgesehen von einigen Jahren während des Sezessionskriegs, in dem sich ihr Vater auf die Seite der Konföderierten Staaten stellte und deshalb seine Familie nach Virginia mitnahm, verbrachte Magruder weite Teile ihrer Kindheit und ihres Erwachsenenlebens in der US-Hauptstadt, wenngleich sie später mehrere ausgedehnte Europareisen unternahm. In Washington, D.C. fand sie über die Bibliothek ihres belesenen Vaters zur Literatur; bedeutende Einflüsse stellten unter anderem Ralph Waldo Emerson, James Martineau und George Eliot dar. Über Eliot publizierte Magruder später ein Kinderbuch (Child-Sketches from George Eliot, 1895), das junge Leser ans Schaffen jener englischen Schriftstellerin heranführen sollte.
Magruders Hauptwerk besteht aus mehreren Romanen. Ihren ersten Roman Across the Chasm veröffentlichte sie 1885 anonym; er behandelt eine Liebesgeschichte zwischen einer Frau aus den Südstaaten und einem Mann aus den Nordstaaten, anhand derer sich Magruder für eine Versöhnung der beiden Hälften der USA nach dem Bürgerkrieg aussprach. Auch spätere Werke waren von Magruders politischen Ansichten geprägt; unter anderem befürwortete sie eine Verbesserung der gesellschaftlichen Rolle der Frau und eine Verbesserung des gesetzlichen Arbeiterschutzes. Hinzu kam eine Sammlung von Kurzgeschichten (Miss Ayr of Virginia and Other Stories). Sie starb im Juni 1907 in Richmond, Virginia. Magruder wurde danach in ihrem Geburtsort Charlottesville beigesetzt; ihr letzter Roman  Her Husband: The Mystery of a Man wurde posthum vier Jahre später veröffentlicht.

## Veröffentlichungen
Romane
- Across the Chasm. Charles Scribner’s Sons, New York 1885.
- At Anchor. J. B. Lippincott, Philadelphia 1887.
- A Magnificent Plebeian. Harper & Brothers, New York 1888.
- The Princess Sonia. Century Company, New York 1895.
- The Violet. Longmans, Green and Company, New York 1896.
- Dead Selves. J. B. Lippincott, Philadelphia 1897.
- A Realized Ideal. Herbert S. Stone & Company, Chicago 1898.
- Heaven-Kissing Hill. Herbert S. Stone & Company, Chicago 1899.
- A Beautiful Alien. R. G. Badger, Boston 1899.
- Struan: A Novel. R. G. Badger, Boston 1899.
- A Manifest Destiny. Harper and Brothers, New York / London 1900.
- A Sunny Southerner. L. C. Page & Company, Boston 1901.
- Her Husband: The Mystery of a Man. Illustriert von Lucius Wolcott Hitchcock. Small, Maynard & Company, Boston 1911.

Kurzgeschichten
- Miss Ayr of Virginia and Other Stories. Herbert S. Stone & Company, Chicago 1896.

Kinderliteratur
- The Child Amy. Illustriert von Helen Maitland Armstrong. Lothrop, New York 1894.
- Child-Sketches from George Eliot: Glimpses at the Boys and Girls in the Romances of the Great Novelist. Illustriert von Reginald Bathurst Birch und Amy Birch. Lothrop, Boston 1895.
- Labor of Love: A Story for Boys. Lothrop, Boston 1898.